# Krishnan Guru-Murthy
Krishnan Guru-Murthy (Liverpool, Inglaterra, 5 de abril de 1970) es un presentador y periodista británico. Es el presentador principal de Channel 4 News y también presenta Unreported World, una serie documental sobre asuntos exteriores.

## Primeros años
El padre de Guru-Murthy, radiólogo consultor indio, trabajaba en Blackburn y Burnley. La familia vivió en Liverpool, y luego se mudó a una «capricho gótico» en un pueblo a las afueras de Burnley. Asistió a la entonces privada Queen Elizabeth's Grammar School de Blackburn, antes de estudiar filosofía, política y economía en el Hertford College de Oxford.

## Carrera
La carrera de Guru-Murthy comenzó en 1988 con el programa de debate de la BBC, Open to Question y el programa de actualidad juvenil Reportage. Mientras estudiaba en la Universidad de Oxford, presentó en la BBC2 los programas de actualidad asiática East y Network East. De 1991 a 1994, presentó y realizó reportajes para el programa infantil Newsround. Trabajó como productor y reportero para Newsnight durante tres años, y fue uno de los presentadores de lanzamiento de BBC News 24 en 1997.

### Channel 4
Guru-Murthy se incorporó a Channel 4 News en 1998 y es el segundo presentador que más tiempo lleva en el programa, por detrás de Jon Snow. También fue el presentador principal de Channel 4 News at Noon entre 2003 y 2009. Los Premios de Periodismo de la Royal Television Society le nominaron para el premio al «presentador de Noticias del año» en 2010 y 2014.
Ha presentado la cobertura de Channel 4 de las ceremonias de los Juegos Paralímpicos de Londres 2012, los Juegos Paralímpicos de Sochi 2014 y el nuevo entierro de Ricardo III de Inglaterra. Ha presentado The TV Show y The Operation: Surgery Live. Ha presentado The Event – How Racist are You?, The Autopsy, The Exorcism, the quiz show Number One y dos temporadas de Going Cold Turkey.
Moderó Ask the Chancellors, el primer debate entre el ministro de Hacienda y sus homólogos en las Elecciones Generales de 2010. También fue presentador de How to save £100 Billion – Live la noche anterior al presupuesto de emergencia del nuevo Gobierno.
Se convirtió en embajador de Channel 4 para su programa de asuntos exteriores Unreported World en 2011 y ha realizado documentales en Afganistán, Camboya, India, Irak, Sudáfrica y Yemen.
El 19 de octubre de 2022, fue suspendido durante una semana por Channel 4 tras llamar «cabrón» al ministro de Irlanda del Norte, Steve Baker, en un comentario fuera de antena. Posteriormente, Guru-Murthy se disculpó «sin reservas» ante Baker. Channel 4 declaró que tiene un estricto código de conducta para sus empleados y que «se toma en serio cualquier infracción».

#### Entrevistas notables
La entrevista de febrero de 2010 con Jim Devine se convirtió en una prueba clave cuando el exdiputado laborista fue procesado por fraude en los gastos. El político fue condenado a dieciséis meses de cárcel.
En enero de 2013, Quentin Tarantino se negó a responder a la pregunta de Guru-Murthy de si existía un vínculo entre la violencia en el cine y la violencia en la vida real. Las respuestas del director de cine incluyeron: «No voy a hacer esto, no voy a picar el anzuelo»; «Rechazo tu pregunta. No soy tu esclavo y tú no eres mi amo. No puede obligarme a bailar a su son. No soy un mono»; «¡No es asunto tuyo lo que yo piense sobre eso!» y «Te cierro el pico».
Guru-Murthy describió su entrevista de octubre de 2014 con Richard Ayoade como «la entrevista de broma perfecta». Las respuestas cada vez más contundentes de Ayoade habían provocado ataques de risa fuera de la pantalla a Jon Snow, colega de Guru-Murthy.
En abril de 2015, mientras promocionaba la película Avengers: Age of Ultron, Robert Downey Jr. abandonó una entrevista con Guru-Murthy después de que el periodista le preguntara por la relación del actor con su padre, el consumo de drogas y el alcoholismo. La entrevista ha sido vista varios millones de veces en YouTube. Guru-Murthy dijo que las áreas de la pregunta se habían discutido de antemano con el agente de relaciones públicas de Downey y que él estaba equivocado, ya que Channel 4 no hace «entrevistas promocionales».

### Otros medios de comunicación
Guru-Murthy presentó un programa de radio semanal en LBC 97.3 entre 2003 y 2005; fue presentador de UK Leaders Live, donde entrevistó a los tres principales líderes de los partidos políticos en las elecciones británicas de 2005; y presentó la serie Hindu Lives en BBC Radio 4 en 2005. Solía escribir una columna en el diario Metro y en el periódico asiático Eastern Eye.

### Otro trabajos en cine y televisión
Ha aparecido en el programa de televisión The F Word, de Gordon Ramsay, con su hermano y su madre como concursantes.
En 2001, presentó el efímero concurso de Channel 4, Number One.
Guru-Murthy ha aparecido en un documental cómico sobre el grupo Gorillaz, como invitado en The News Quiz y Taskmaster, y en cameos para Bremner, Bird and Fortune, Shaun of the Dead y Dead Set.
En agosto de 2023, Guru-Murthy fue anunciado como concursante de la vigesimoprimera temporada de Strictly Come Dancing. Formó pareja con la bailarina profesional Lauren Oakley; fueron la séptima pareja eliminada.

## Voluntariado
Guru-Murthy es miembro del patronato de Duchenne UK. En 2013 fundó el Duchenne Dash, un recorrido en bicicleta de 24 horas de Londres a París. También fue nombrado miembro del consejo de administración del Real Jardín Botánico de Kew en 2018 y reelegido para el cargo en 2021.

## Vida personal
Guru-Murthy está casado y tiene dos hijos. Su hermana es la periodista de BBC News, Geeta Guru-Murthy. Su hermano Ravi Guru-Murthy fue Director de Innovación del Comité Internacional de Rescate y actualmente es Director Ejecutivo de Nesta.
Padece la enfermedad de Crohn y una cardiopatía genética. Ha tocado en una banda de rock con Peter Barron y el director creativo de Endemol UK.